# Uwe-Christian Arnold
Uwe-Christian Arnold (* 1944 in Berlin; † 12. April 2019 ebenda) war ein deutscher Arzt und „Deutschlands bekanntester Sterbehelfer“.

## Leben
Uwe-Christian Arnold absolvierte nach dem Abitur ein Medizinstudium in Berlin und erhielt 1973 seine Approbation. Anschließend wurde er Facharzt für Urologie und war von 1980 bis 2000 in eigener Praxis tätig. Nach langer und schwerer Krebserkrankung tötete er sich am 12. April 2019 selbst. Arnold war gesellschaftlich engagiert, u. a. im Beirat der evolutionär-humanistischen Giordano-Bruno-Stiftung.

## Wirken
Bundesweit bekannt wurde Uwe-Christian Arnold, als er sich ab Mitte der 1990er Jahre mit dem Thema der Selbstbestimmung am Lebensende und der humanen Sterbehilfe  auseinandersetzte. Dabei legte er laut Tagesspiegel Wert darauf, Menschen mit Suizidgedanken nicht einfach eine rasche Lösung zu eröffnen, sondern sie zu beraten. Das könne bedeuten, dass man einen anderen Ausweg als den Suizid finde. Insgesamt begleitete Arnold nach eigenen Angaben mehr als 500 Schwerkranke, die selbstbestimmt sterben wollten. Er war laut Zeit „Deutschlands bekanntester Sterbehelfer“.
2007 untersagte ihm die Ärztekammer Berlin unter Androhung von 50.000 Euro Strafe, einer Patientin tödliche Medikamente für deren beabsichtigten Suizid zu überlassen.
Im April 2012 gewann Arnold den Rechtsstreit. Das Verwaltungsgericht Berlin urteilte, die Ärztekammer hätte kein uneingeschränktes Verbot des ärztlich assistierten Suizids aussprechen dürfen.
Gegen Arnold wurden mehrfach Prozesse angestrengt, die er laut DW jedoch alle gewann.
Über seine Arbeit wurde vielfach in den Medien berichtet, u. a. in der ARD-Themenwoche Leben mit dem Tod in der Fernsehdokumentation Sie bringen den Tod – Sterbehelfer in Deutschland im Dezember 2012. Arnold war häufig in Medien präsent, u. a. als Gast in den Talkshows Günther Jauch und Hart aber fair.
2014 veröffentlichte er mit Michael Schmidt-Salomon im Rowohlt Verlag das Buch Letzte Hilfe. Ein Plädoyer für das selbstbestimmte Sterben.
2015 führte der Bundestag den § 217 StGB (Geschäftsmäßige {also unabhängig von einer Gewinnerzielungsabsicht wiederholte} Förderung der Selbsttötung) ein, der die wiederholte Sterbehilfe kriminalisiert. Arnold unterstützte maßgeblich die zivilgesellschaftliche Kampagne Für das Recht auf Letzte Hilfe, die sich gegen die Kriminalisierung der Sterbehilfe einsetzt. Unterstützt wurde er dabei von so bekannten Persönlichkeiten wie Ralph Giordano, Bernhard Hoëcker, Ralf König, Gudrun Landgrebe, Fritz J. Raddatz, Udo Reiter und Konstantin Wecker.
Arnold gehörte sodann mit anderen Ärzten und Betroffenen zu den Beschwerdeführern gegen § 217 StGB vor dem Bundesverfassungsgericht. Zur mündlichen Verhandlung am 16. und 17. April 2019 in Karlsruhe sollte er eine Stellungnahme vortragen. In dem von Bundesverfassungsgerichtspräsidenten Andreas Voßkuhle gezeichneten Schreiben heißt es, es wäre sinnvoll, wenn „Herr Uwe-Christian Arnold persönlich erscheint und über seine berufliche Praxis berichtet. Das Gericht ist besonders daran interessiert, in welcher Lebenssituation Patienten Suizidwünsche äußern und wie hiermit umgegangen wird“.
Am Abend vor seinem Tod am 12. April 2019 versandte Arnold seine Stellungnahme für das Bundesverfassungsgericht, die postum am ersten Verhandlungstag (16. April 2019) vor dem Bundesverfassungsgericht von seinem Rechtsanwalt verlesen wurde.
Im Februar 2020 erklärte das Bundesverfassungsgericht § 217 StGB für verfassungswidrig und nichtig.

## Schriften
- Letzte Hilfe. Ein Plädoyer für das selbstbestimmte Sterben (gemeinsam mit Michael Schmidt-Salomon), Rowohlt Verlag, 2014. ISBN 978-3-498-09617-5.